# Centro de Interpretación de la Artesanía del Hierro
El Centro de Interpretación de la Artesanía del Hierro es un centro de divulgación e interpretación situado en el concejo asturiano de Boal (más concretamente en la localidad de Rozadas, a unos 9 km de la capital municipal tomando la carretera AS-22 en dirección a Vegadeo), que recuerda la importancia que tuvo el sector artesano del hierro en el concejo durante los siglos XVIII y XIX.

## Descripción
Dividido en dos plantas, se ubica en una escuela rural (edificada a principios del siglo XX, como otras muchas del concejo, por la Sociedad de Instrucción Naturales del Concejo de Boal, fundada en La Habana, Cuba, en 1911), y rehabilitada para esta nueva función.
La visita al centro, que puede ser guiada o individual, permite conocer el proceso tradicional de fabricación de los clavos, desde la transformación de la materia prima en metal hasta el funcionamiento de las "ferrerías" y los mazos. Se puede ver la recreación de una fragua, en la que trabajaban el "claveiro" y/o el "ferreiro", además de las herramientas propias de esos trabajos artesanos. El recorrido se completa con la proyección de dos audiovisuales y cuenta con paneles explicativos y una pantalla  de consulta interactiva, además de una maqueta de la ferrería situada en la localidad de Froseira y varios expositores con diferentes piezas relacionadas con los trabajos artesanos del hierro y, en especial, del clavo.
Se puede completar esta visita con la visita al Museo Etnográfico de Rozadas o a la ruta "d´os molíos, cortíos y calieiros".